# Niort Rugby Club
Maillots
Actualités
Dernière mise à jour : 18 juillet 2022.
Le Niort Rugby Club est un club français de rugby à XV fondé en 1906 basé à Niort. Il évolue en Nationale lors de la saison 2025-2026.
L'équipe première reste liée à l'association Stade niortais rugby.

## Historique

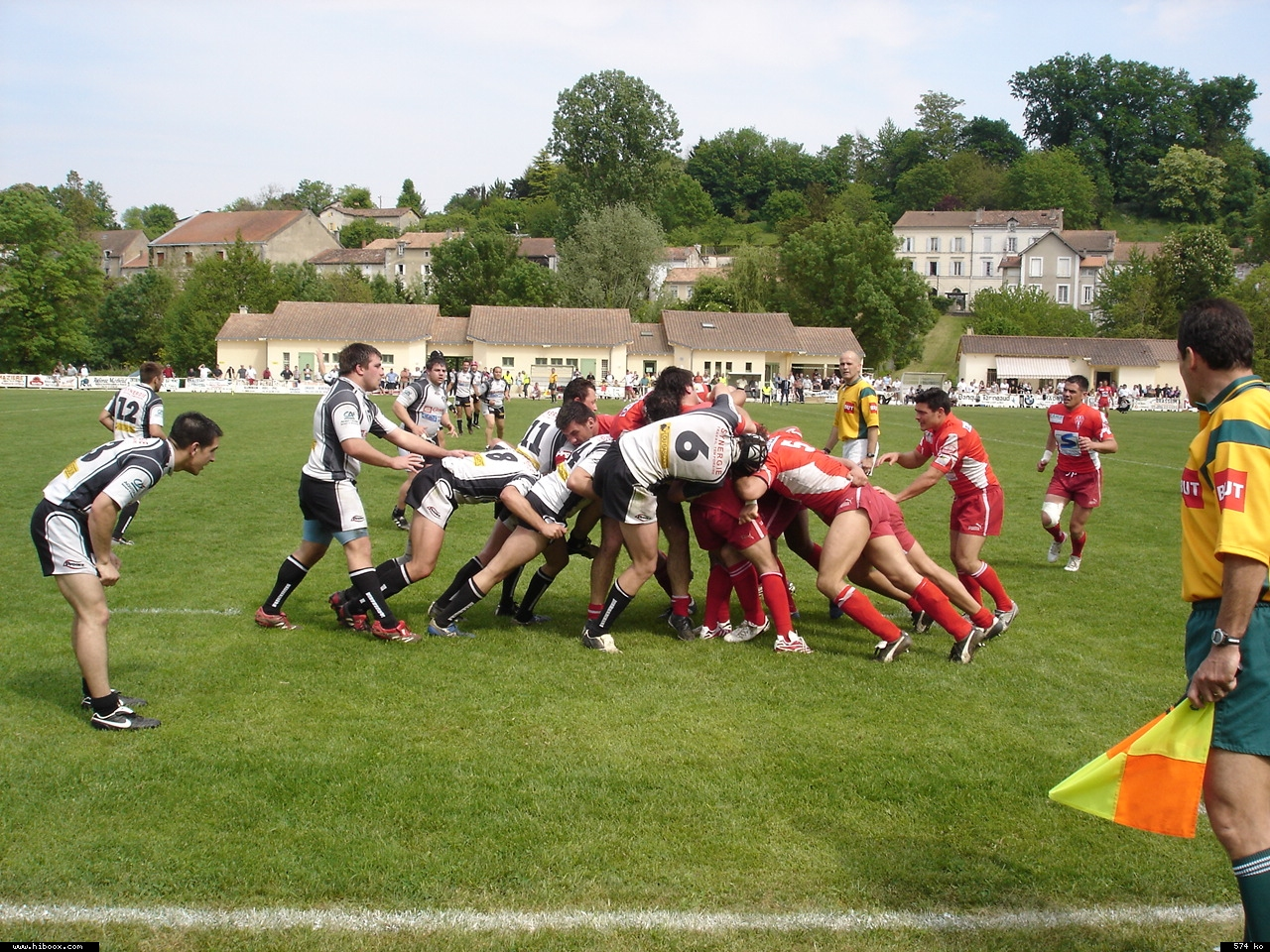
Opposition entre l'US Fumel et le Stade niortais, le 29 4 2007.

Le Stade niortais rugby est fondé le 26 septembre 1906.
Le club inaugure son stade le 26 septembre 1920 à l'occasion de la réception du Vélo Sport nantais (5-5).
Le club est sacré champion de France honneur en 1930, ce qui constitue la première ligne de son palmarès,.
En 1952, le club est qualifié pour la 2e phase de qualification du championnat de France qui donne accès au championnat de première division. Un an plus tard, il accède à la première division et se qualifie même pour les seizièmes de finale ; il y restera jusqu'en 1960.
En 1979, le club retrouve la 1re division nationale.
Le club est promu en 1re division fédérale en 2017.
Un an plus tard, le Stade niortais rugby déploie une nouvelle identité visuelle : le club évolue dorénavant sous le nom de Niort Rugby Club. Le nom de l'association et les statuts restent cependant inchangés.
En 2022, le club est promu dans le nouveau championnat de Nationale 2 et se classe quatrième à la treizième journée.
En 2025, le club atteint la finale du championnat qu'il perd contre Rennes 19-10 puis monte en Nationale après sa victoire sur Langon en match de barrage 29-17.

## Identité visuelle

### Couleurs et maillots
Les couleurs du club sont le rouge et le blanc depuis 1919.

### Logo
En parallèle de l'évolution de son identité visuelle, le club présente un nouveau logo.

Évolution du logo
Ancien logo.
Logo abandonné en août 2018.
Logo depuis août 2018.

## Palmarès
- 1976 : Champion de France équipes réserves de 2e division
- 1962 : Champion de France junior
- 1930 : Champion de France honneur[note 1]

## Personnalités du club

### Entraîneurs
- Sébastien Morel
- Johann Authier

### Joueurs emblématiques
- Raphaël Lavaud
- Piula Faasalele
- Laurent Martine
- Denis Avril
- Robert Mohr
- Romuald Paillat
- Sébastien Paillat
- Jone Qovu
- David Zabaleta